# Plombane
Le plombane est le composé chimique de formule PbH4. C'est le plus simple des hydrures du plomb. Il est plutôt instable et la réalité de sa synthèse en laboratoire a longtemps été débattue. Ses propriétés ne sont d'ailleurs pas complètement caractérisées.
La molécule PbH4 est tétraédrique, comme celles de tous les autres hydrures de la colonne IV (stannane SnH4, germane GeH4, silane SiH4 et méthane CH4). La longueur de la liaison Pb-H est de 173 pm.
Le plombane est trop instable pour être préparé de la même façon que les hydrures homologues. Une méthode utilisée en laboratoire consiste à réduire du nitrate de plomb Pb(NO3)2 avec du borohydrure de sodium NaBH4.

## Hydrures apparentés
- Silane SiH4
- Germane GeH4
- Stannane SnH4